# Врх (Лошка доліна)
Врх (словен. Vrh) — поселення в общині Лошка Долина, Регіон Нотрансько-крашка, Словенія. Висота над рівнем моря: 644,8 м.